# Шейвер, Хелен
Хелен Шейвер (род. 24 февраля 1951, Сент-Томас, канадская провинция Онтарио) — канадская актриса, режиссёр и кинопродюсер.

## Биографические данные
Хелен Шейвер родилась в небольшом городе Сент-Томас (Онтарио, Канада). Как актриса она дебютировала в 1972 году, в одном из эпизодов канадско-американского сериала «Доктор Саймон Лок», после чего снялась ещё в нескольких фильмах и сериалах, но широкой популярности не получила. В 80-х годах выходят и получают успех сразу несколько фильмов с участием Хелен Шейвер («Уикенд Остермана», «Неприкаянные сердца», «Цвет денег»). В 1995 году она снимается в первом эпизоде первого сезона телесериала «За гранью возможного», позже ещё в шести эпизодах она выступает как режиссёр. C 1996 по 1999 год Хелен исполняет роль психоаналитика Рейчел Корриган в американо-канадском телесериале «Полтергейст: Наследие». В двух эпизодах этого сериала она так же исполняет режиссёрскую работу. C 1999 по 2005 год проходят съёмки американского сериала «Справедливая Эми». Шейвер является режиссёром и продюсером некоторых эпизодов этой ленты.
Хелен Шейвер состоит в браке, у неё есть сын.

## Творчество

### Актёрские работы
- Дочь невесты[англ.] (2008)
- Беспомощный (2007)
- 4400 (сериал; снялась в сериях «Испытание огнём» и «Становление» в 2004 году)
- Хранитель (2004)
- Секс в другом городе (сериал; снялась в эпизодах «Liberally» и «Luck, Next Time» в 2004 году)
- Вашингтонский снайпер: 23 дня страха (2003)
- Полтергейст: Наследие (сериал; 1996—1999)
- Колдовство (1996)
- Дрожь земли 2: Повторный удар (1996)
- Рождённая свободной (1995)
- За гранью возможного (сериал; снялась в эпизоде «Песчаные короли» в 1995 году)
- Убийца оставляет цветок (1994)
- В ночных лабиринтах смерти (1993)
- Той самой ночью (1992)
- Телевизионная служба новостей (сериал; снялась в эпизоде «Child’s Play» в 1992 году)
- Доктор Бетьюн (1992)
- Зеброголовый[англ.] (1992)
- Коломбо (сериал; снялась в эпизоде «Загадка миссис Коломбо» в 1990 году)
- Козырная парочка (1990)
- Театр Рэя Брэдбери (сериал; снялась в эпизоде «The Emissary» в 1988 году)
- Верующие[англ.] (1987)
- Цвет денег (1986)
- Марлоу: Частный сыщик (сериал; снялась в серии «Spanish Blood» в 1986 году)
- Неприкаянные сердца (1985)
- Лучший способ защиты (1984)
- Ти Джей Хукер (сериал; снялась в серии «The Shadow of Truth», в 1983 году)
- Уикенд Остермана (1983)
- Головорез Гарри Трейси[англ.] (1982)
- Блюз Хилл-стрит (сериал; снялась в четырёх сериях в 1982 году)
- Джессика Новак[англ.] (сериал вышедший на экраны в 1981 году; Хелен Шейвер исполнила роль Джессики Новак)
- Соединённые Штаты (телесериал)[англ.] (1980)
- Ужас Амитивилля (1979)
- Крутые водилы[англ.] (1978)
- Вторжение звездных кораблей[англ.] (1977)
- Шизофреничка[англ.] (1977)
- Доктор Саймон Лок[англ.] (сериал; снялась в эпизоде «Death Holds the Scale» в 1972 году)

### Режиссёрские и продюсерские работы
Один из немногих полнометражных кинофильмов, созданных Хелен Шейвер — комедийная драма «Дью-Ист». Остальные её работы в основном касались режиссуры отдельных серий (эпизодов) различных канадских и американских сериалов.
| Год выпуска эпизода (серии) | Название сериала                    | Название эпизода (серии)                                                                                              |
| --------------------------- | ----------------------------------- | --- |
| 2010 год                    | Добиться или сломаться              | «Save the Last Dance»                                                                                                 |
| с 2008 по 2010 год          | Закон и порядок: Специальный корпус | «Behave», «Bedtime», «Solitary», «Persona», «Streetwise»                                                              |
| 2009 год                    | Касл                                | «Сокровище одного человека»                                                                                           |
| с 2008 по 2009 год          | Частная практика                    | Private Practice (TV series): «Slip Slidin' Away», «Nothing to Talk About»                                            |
| 2007 год                    | Путешественник                      | « Winterland» |
| с 2006 по 2007 год          | Отряд «Антитеррор»                  | «Dedication», «Every Step You Take», «Natural Selection»                                                              |
| 2006 год                    | Иерихон                             | «Блэк Джэк» |
| 2006 год                    | Переговорщики                       | «Borderline» |
| 2006 год                    | Медиум                              | «Doctor’s Orders» |
| 2005 год                    | Близко к дому                       | «Divine Directions»                                                                                                   |
| с 2001 по 2005 год          | Справедливая Эми                    | 11 из 138 серий сериала                                                                                               |
| 2004 год                    | 4400                                | «Новый и улучшенный Карл Моррисси»                                                                                    |
| 2004 год                    | Одинокие сердца                     | «The Proposal» |
| 2003 год                    | Мёртвые, как я                      | «Rest in Peace» |
| 2003 год                    | Простая причина                     | «Death’s Details» |
| 2002 год                    | Округ                               | «Shell Game» |
| с 1998 по 2000 год          | За гранью возможного                | «Последний ужин», «Лития», «Марсианский рассвет», «Что подумают соседи», «Под несчастливой звездой», «Саймон говорит» |
| с 1996 по 1999              | Полтергейст: Наследие               | «Brothers Keeper», «The Bones of Saint Anthony»                                                                       |

Помимо режиссёрской деятельности Хелен Шейвер также продюсировала фильмы «Падшие» (англ. We All Fall Down) и «Дью-Ист», и сериал «Справедливая Эми».

## Награды и номинации
- В 1985 году за роль Вивиен Белл в фильме «Неприкаянные сердца» Хелен получила «Бронзового леопарда» (приз, который вручается лучшему актёру или актрисе) на кинофестивале в Локарно[5]
- В 2001 году за роль в фильме «Падшие» (англ. We All Fall Down) Хелен Шейвер получили кинопремию «Джини» (высшая национальная кинопремия Канады) в номинации лучшая актриса второго плана[6].
- В 2003 году за Хелен Шейвер получила кинопремию «Джемини» за лучшую режиссуру (сериал Простая причина[англ.])[7]